# Jhonder Cádiz
Jhonder Leonel Cádiz Fernández (Caracas, 29 de julio de 1995) es un futbolista venezolano que juega como delantero en el Club de Fútbol Pachuca de la Primera División de México.Es internacional con la selección de fútbol de Venezuela.

## Trayectoria

### Inicios
Es producto de las fuerzas básicas del otrora Deportivo Petare, pasando por las categorías Sub-17 y Sub-20 con muy buen desempeño goleador lo que lo lleva a debutar en el primer equipo. A partir del año 2013 es fichado por el Caracas Fútbol Club donde forma parte de la filial del equipo el Caracas Fútbol Club "B" durante solo una temporada. Alcanza buenas cifras goleadoras en el filial, llegando a ver minutos con el primer equipo en el partido de la fecha 7 del Torneo Clausura 2014 contra el Deportivo La Guaira Fútbol Club, marcando en el mismo su primer gol en primera división.

### Caracas
Para la temporada 2014/15 es promovido al primer equipo del Caracas. A lo largo de la temporada logra anotar 6 tantos en 32 partidos cerrando una buena campaña en su primera experiencia larga en la máxima categoría, donde también dice presente en partidos de Copa Sudamericana.

### Portugal
A partir de su buena temporada en el Rojo caraqueño, llama la atención del Clube de Futebol União de la Primeira Liga por lo que se marcha cedido por una temporada con opción de compra al final de la misma. En un partido de preparación de cara a la temporada próxima del torneo portugués contra el AD Camacha, marca un hattrick encajando todos los goles del partido al terminar este en 3-0. Debuta en primera con el equipo en la jornada 1 de la temporada 2015/16, entrando de cambio al minuto 78. Para la jornada 12 del mismo torneo frente al CD Tondela del también criollo Jhon Murillo, anota su primer tanto oficial en Europa al 21' de la segunda mitad del partido.
Al finalizar el préstamo con el Union de Madeira y motivado por el descenso del equipo no se efectúa la opción de compra, entonces es traspasado al C. D. Nacional de la primera división del mismo país para jugar la temporada en curso. Firma un contrato que lo ligaría al club por tres años esperando así consolidarse definitivamente en la liga y en el fútbol europeo. Juega su primer partido en la derrota 2-0 contra el Futebol Clube de Arouca del vinotinto José Manuel Velázquez, iniciando como titular.
Se confirmó su pase al Moreirense de la Primeira Liga de Portugal, para la temporada 2017/18. Con este club concreta la que sería su tercera experiencia profesional en el país luso.
Tras un breve regreso a Venezuela con el Monagas, en julio de 2018 fichó por el Vitória Setúbal.
El 28 de junio de 2019 el Sport Lisboa e Benfica confirmó la compra de sus servicios hasta 2024.

### Dijon
El 30 de agosto llegó en calidad de cedido al Dijon Football Côte d'Or de la Ligue 1 francesa, proveniente del Sport Lisboa e Benfica de Portugal, para disputar la temporada 2019-20. El 28 de septiembre hizo su debut ante el Stade de Reims. El 1 de noviembre anotó su primer gol, enfrentando al París Saint-Germain Football Club, en un partido válido de la liga de Francia.

### Nashville
El 8 de septiembre de 2020 fue cedido al Nashville S. C. de la MLS hasta 2021 con opción de compra.

### Regreso a Portugal
Tras las experiencias en Francia y Estados Unidos, para el tramo final de la temporada 2021-22 volvió al fútbol portugués para jugar en el F. C. Famalicão.

## Selección nacional
Debutó con la selección de fútbol de Venezuela el 16 de octubre de 2018 en un partido amistoso con la selección de fútbol de los Emiratos Árabes Unidos con victoria de 2 a 0.
Formó parte de la lista de convocados para disputar la Copa América 2024.

#### Goles internacionales
| # | Fecha               | Lugar                                       | Rival   | Gol   | Resultado | Competición       |
| - | ------------------- | ------------------------------------------- | ------- | ----- | --------- | ----------------- |
| 1 | 22 de junio de 2024 | Levi's Stadium, Santa Clara, Estados Unidos | Ecuador | 1 - 1 | 2 - 1     | Copa América 2024 |

## Estadísticas
- Actualizado al 13 de julio de 2025.

| Club                                    | Temporada     | Ligas | Ligas | Ligas  | Copas nacionales (1) | Copas nacionales (1) | Copas nacionales (1) | Copas internacionales (2) | Copas internacionales (2) | Copas internacionales (2) | Total | Total | Total  |
| Club                                    | Temporada     | Part. | Goles | Asist. | Part.                | Goles                | Asist.               | Part.                     | Goles                     | Asist.                    | Part. | Goles | Asist. |
| --------------------------------------- | ------------- | ----- | ----- | ------ | -------------------- | -------------------- | -------------------- | ------------------------- | ------------------------- | ------------------------- | ----- | ----- | ------ |
| Deportivo Petare F. C. · Venezuela      | 2011–12       | 2     | 0     | 1      | -                    | -                    | -                    | -                         | -                         | -                         | 2     | 0     | 1      |
| Deportivo Petare F. C. · Venezuela      | 2012–13       | 1     | 0     | 0      | -                    | -                    | -                    | -                         | -                         | -                         | 1     | 0     | 0      |
| Deportivo Petare F. C. · Venezuela      | Total         | 3     | 0     | 1      | 0                    | 0                    | 0                    | 0                         | 0                         | 0                         | 3     | 0     | 1      |
| Caracas F. C. · Venezuela               | 2013–14       | 1     | 1     | 0      | -                    | -                    | -                    | -                         | -                         | -                         | 1     | 1     | 0      |
| Caracas F. C. · Venezuela               | 2014–15       | 32    | 6     | 3      | -                    | -                    | -                    | 3                         | 0                         | 0                         | 35    | 6     | 3      |
| Caracas F. C. · Venezuela               | Total         | 33    | 7     | 3      | 0                    | 0                    | 0                    | 3                         | 0                         | 0                         | 36    | 7     | 3      |
| C. F. União Madeira (préstamo) Portugal | 2015–16       | 23    | 2     | 3      | 3                    | 2                    | 2                    | -                         | -                         | -                         | 26    | 4     | 5      |
| C. F. União Madeira (préstamo) Portugal | Total         | 23    | 2     | 3      | 3                    | 2                    | 2                    | -                         | -                         | -                         | 26    | 4     | 5      |
| C. D. Nacional Portugal                 | 2016-17       | 11    | 1     | 1      | 1                    | 0                    | 0                    | 1                         | 0                         | 0                         | 13    | 1     | 1      |
| C. D. Nacional Portugal                 | Total         | 11    | 1     | 1      | 1                    | 0                    | 0                    | 1                         | 0                         | 0                         | 13    | 1     | 1      |
| Moreirense F. C. Portugal               | 2017-18       | 18    | 2     | 1      | 5                    | 0                    | 1                    | -                         | -                         | -                         | 23    | 2     | 2      |
| Moreirense F. C. Portugal               | Total         | 18    | 2     | 1      | 5                    | 0                    | 1                    | -                         | -                         | -                         | 23    | 2     | 2      |
| Monagas S. C. · (préstamo) · Venezuela  | 2018          | 11    | 7     | 0      | -                    | -                    | -                    | 6                         | 1                         | 0                         | 17    | 8     | 0      |
| Monagas S. C. · (préstamo) · Venezuela  | Total         | 11    | 7     | 0      | 0                    | 0                    | 0                    | 6                         | 1                         | 0                         | 17    | 8     | 0      |
| Vitória Setúbal F. C. Portugal          | 2018-19       | 31    | 9     | 2      | 4                    | 1                    | 0                    | -                         | -                         | -                         | 35    | 10    | 2      |
| Vitória Setúbal F. C. Portugal          | Total         | 31    | 9     | 2      | 4                    | 1                    | 0                    | 0                         | 0                         | 0                         | 35    | 10    | 2      |
| Dijon F. C. O. Francia                  | 2019-20       | 17    | 2     | 2      | 5                    | 1                    | 1                    | -                         | -                         | -                         | 22    | 3     | 3      |
| Dijon F. C. O. Francia                  | Total         | 17    | 2     | 2      | 5                    | 1                    | 1                    | 0                         | 0                         | 0                         | 22    | 3     | 3      |
| Nashville S. C. Estados Unidos          | 2020          | 7     | 2     | 0      | 3                    | 0                    | 0                    | -                         | -                         | -                         | 10    | 2     | 0      |
| Nashville S. C. Estados Unidos          | 2021          | 2     | 2     | 0      | 0                    | 0                    | 0                    | -                         | -                         | -                         | 2     | 2     | 0      |
| Nashville S. C. Estados Unidos          | Total         | 9     | 4     | 0      | 3                    | 0                    | 0                    | 0                         | 0                         | 0                         | 12    | 4     | 0      |
| Famalicao Portugal                      | 2021-22       | 14    | 1     | 2      | ´-                   | -                    | -                    | -                         | -                         | -                         | 14    | 1     | 2      |
| Famalicao Portugal                      | 2022-23       | 24    | 4     | 3      | 10                   | 7                    | 0                    | -                         | -                         | -                         | 34    | 11    | 3      |
| Famalicao Portugal                      | 2023-24       | 30    | 15    | 0      | 2                    | 1                    | 0                    | -                         | -                         | -                         | 32    | 16    | 0      |
| Famalicao Portugal                      | Total         | 68    | 20    | 5      | 12                   | 8                    | 0                    | -                         | -                         | -                         | 80    | 28    | 5      |
| Club Leon México                        | 2024-25       | 34    | 13    | 4      | -                    | -                    | -                    | 2                         | 0                         | 1                         | 36    | 13    | 5      |
| Club Leon México                        | Total         | 34    | 13    | 4      | -                    | -                    | -                    | 2                         | 0                         | 1                         | 36    | 13    | 5      |
| Pachuca · México                        | 2025          | 1     | 1     | 1      | -                    | -                    | -                    | 0                         | 0                         | 0                         | 1     | 1     | 1      |
| Pachuca · México                        | Total         | 1     | 1     | 1      | -                    | -                    | -                    | 0                         | 0                         | 0                         | 1     | 1     | 1      |
| Total carrera                           | Total carrera | 259   | 68    | 23     | 33                   | 12                   | 4                    | 12                        | 1                         | 1                         | 304   | 81    | 28     |

- (1) Incluye datos de partidos jugados de la Copa de la Liga de Portugal y Taça de Portugal
- Referencias:[18][19]

## Palmarés

### Títulos nacionales
| Título                | Club          | País     | Año  |
| --------------------- | ------------- | -------- | ---- |
| Supercopa de Portugal | S. L. Benfica | Portugal | 2019 |